# 프란시스코 로드리게스 (권투 선수)

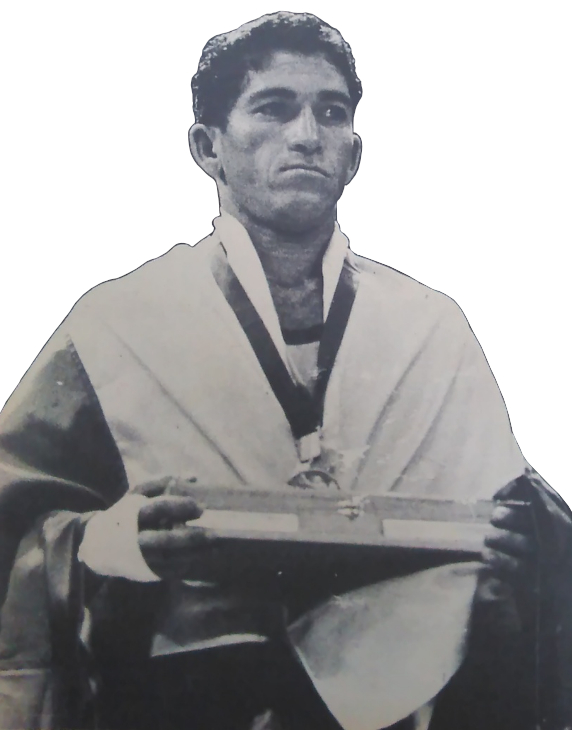

프란시스코 로드리게스(Francisco Rodríguez, 본명: 프란시스코 안토니오 로드리게스 브리토, Francisco Antonio Rodríguez Brito, 1945년 9월 20일 ~ 2024년 4월 23일)는 베네수엘라의 권투 선수였다. 멕시코시티에서 열린 1968년 하계 올림픽에서 첫 번째 남자 라이트플라이급(48kg) 부문에서 금메달을 획득했으며, 1967년과 1971년 팬아메리칸 게임에서도 금메달을 획득했다. 1972년 서독 뮌헨 하계 올림픽 개막식에서 조국의 국기를 들고 입장했다. 로드리게스는 2024년 4월 23일 78세의 나이로 사망했다.